# PS Sista sommaren
PS Sista sommaren är en svensk dramafilm som hade biopremiär i Sverige den 22 januari 1988 i regi av Thomas Samuelsson.

## Handling
De två vännerna Matte och Kranken åker på cykelsemester till Gotland. Matte tar med sig sin nya flickvän Lisa. Kranken protesterar först men under resan dras han till Lisa.

## Om filmen
Filmen bygger på Bo Green Jensens roman Dansen genom sommaren från 1981. Händelserna i boken utspelas dock i Köpenhamn och på Bornholm. Filmen utspelas i Stockholm och på Gotland, där filmen också spelades in 1987. Enligt Svenska Filminstitutet såg 210 000 personer filmen på bio.
Vid premiären den var pressens filmkritiker mycket negativa. I Svenska Dagbladet menade Hans Schiller: "PS Sista sommaren är annars ett utpräglat spekulationsförsök som utgått från några populära sångartister. [...] Resten är en i bästa fall jönsig dialog men oftare ett ordutbyte som absolut inte leder någonstans."

## Medverkande
- Patrick Stenman - Matte
- Robert Jelinek - Kranken
- Lena Nilsson - Lisa
- Pia Green  - Mattes mamma
- Peder Falk - Paul
- Göran Stangertz  - Bertil
- Örjan Ramberg - Krankens pappa
- Susanne Alfvengren - Eva
- Mona Seilitz - Filippa
- Ulf Larsson - Man i båt

## Musik
1. Like A Heartbeat
2. Knock Knock
3. Förföra en ängel - Big Deal
4. Heavy Chevy
5. Snut -88
6. The Night Train
7. Glad sommar
8. Rider's Attack
9. Oh Mama - Lili & Susie
10. I'm So, I'm So, I'm So (I'm So In Love With You) - Secret Service
11. Never So Blue - Visitors
12. Nancy Nancy
13. Allt som jag känner - Tommy Nilsson och Tone Norum
14. My Summer With You - Tommy Nilsson och Tone Norum
15. Ge mig kärleken - Suzzies orkester
16. Taxi - Nina letar UFO
17. Emergency - Trance Dance
18. Outlaw - Treat
19. Rika flicka - Orup
20. Eternal Flame - John Norum

### Fotnoter
1. ↑  ”PS Sista sommaren”. Svensk filmdatabas. 22 januari 1988. http://www.sfi.se/sv/svensk-filmdatabas/Item/?itemid=16872&type=MOVIE&iv=Basic. Läst 17 september 2016.